# Baixo Parnaiba Piauiense (tiểu vùng)
Baixo Parnaiba Piauiense là một tiểu vùng thuộc bang Piauí, Brasil. Tiều vùng này có diện tích 12494 km², dân số năm 2007 là 303300 người.